# 3298 Масандра
3298 Масандра (3298 Massandra) — астероїд головного поясу, відкритий 21 липня 1979 року.
Тіссеранів параметр щодо Юпітера — 3,529.